# John Arbuthnot
John Arbuthnot (ochrzczony 29 kwietnia 1667, zm. 27 lutego 1735 w Londynie) – szkocki lekarz, satyryk i pisarz.
Należał do Scriblerus Club, do którego należeli także : Jonathan Swift (Podróże Guliwera) i Alexander Pope (Peri Bathos, Memoirs of Martin Scriblerus, The Dunciad).
Do napisania tych właśnie dzieł zainspirował Arbuthnot Pope’a i Swifta. Arbuthnot jest dziś również pamiętany jako twórca postaci stereotypowego Anglika (John Bull).

## Życiorys
Arbuthnot urodził się w hrabstwie Kincardine, na północno-wschodnim wybrzeżu Szkocji, jako syn Alexandra Arbuthnot, pastora luterańskiego i Margaret Lammie. Możliwe że w 1685 roku ukończył Marischal College. Gdy bracia Johna zaangażowali się w 1689 roku Glorious Revolution przeciw Wilhelmowi Orańskiemu, on pozostał z ojcem. Trzej bracia, w tym Robert Arbuthnot, po klęsce Jakobitów uciekli do Francji. Przyrodni brat Johna George został tam handlarzem wina. Ojciec Johna odmówił złożenia przysięgi kościołowi anglikańskiemu i Wilhelmowi Orańskiemu i został pozbawiony stanowiska kościelnego, po czym w 1691 roku zmarł. Odtąd o pozostałą w Szkocji rodzinę musiał zatroszczyć się John.
Arbuthnot pojechał do Londynu w roku 1691, gdzie utrzymywał się prawdopodobnie z nauczania matematyki. Rezydował razem z Williamem Pate'm, którego Swift nazwał a „bel esprit.” John opublikował Of the Laws of Chance w 1692, z łaciny (oryginał: Christian Huygens De ratiociniis in ludo aleae.) Była to pierwsza praca o prawdopodobieństwie w języku angielskim. Sytuacja materialna Arbuthnota polepszyła się gdy został on prywatnym nauczycielem Jeffreya Jeffreysa, syna posła. Arbuthnot poznał wówczas wielu matematyków angielskich (John Radcliffe, Isaac Newton, Samuel Pepys). Arbuthnot nie miał dość pieniędzy by uzyskać pełne formalne wykształcenie matematyczne. W 1696 roku wybrał szkocki University of St. Andrews na którym obronił doktorat z medycyny.
Pierwszą satyrę napisał w 1697 w roku w odpowiedzi na An essay towards a natural history of the earth and terrestrial bodies, especially minerals... (autor: John Woodward wyśmiał arogancję autora i błędne rozumienie przezeń Arystotelesa.
W 1702 roku przebywał w Epsom, gdzie miał okazje wyleczyć Jerzego Duńskiego, męża królowej Anny. Również około 1702 roku ożenił się z Margaret Wemyss. Wydaje się, że jego pierwszy syn George (na cześć Jerzego Duńskiego) urodził się w 1703 roku. W 1704 roku Arbuthnot został członkiem (ang. Fellow) Royal Society. Wdzięczna królowa umożliwiła mu również otrzymanie tytułu naukowego na Uniwersytecie w Cambridge (15 czerwca 1705).
Arbuthnot miał bardzo przyjemny charakter, który podziwiał Swift mówiąc, że jego jedyną wadą był dziwny chód. To usposobienie i dobre stosunki z dworem uczyniły go ważna figurą w Royal Society. W 1705 roku Arbuthnot został prywatnym lekarzem królowej.
Arbuthnot nie był Jakobitą jak jego bracia lecz lojalnym wobec dworu Torysem, jako Torys i Szkot napisał A sermon preach'd to the people at the Mercat Cross of Edinborough on the subject of the union. Ecclesiastes, Chapter 10, Verse 27., w którym to dziele przekonywał Szkotów do Unii z Anglią (do Unii doszło w 1707 roku). W uznaniu zasług został mianowany członkiem Royal College of Physicians w Edynburgu i stałym lekarzem królewskim (physician in ordinary) mieszkającym na dworze. W 1710 r. znów oddał się zagadnieniom matematycznym, publikując w czasopiśmie naukowym Philosophical Transactions of the Royal Society krótki artykuł pod tytułem An argument for Divine Providence, taken from the constant regularity observ’d in the births of both sexes. W artykule tym zastosował rozumowanie będące podwaliną obecnie stosowanego w statystyce testu znaków. 

## Jako pisarz
W 1710 roku poznał Jonathan Swifta, który przeprowadził się wówczas do Londynu, a także przywódcę Torysów Roberta Harleya, który był wówczas Sekretarzem Skarbu i redaktorem torysowskiego periodyku The Examiner. Arbuthnot zaczął publikować w nim satyry polityczne. W latach 1711–1713 Arbuthnot i Swift utworzyli „The Brothers' Club”. Arbuthnot, nie poszukiwał zwykle dowodów dla poparcia własnych opinii, czym różnił się od swego kolegi.
W 1712 obaj chcieli pomóc Harleyovi (teraz szefowi rządu) i Bolingbroke’owi Henry St. John zakończyć wojnę o hiszpańską sukcesję. Torysi zamierzali doprowadzić do porozumienia z Francją przez wycofanie się armii brytyjskiej z Hiszpanii. Swift napisał wówczas pamflet: The Conduct of the Allies, a Arbuthnot serię pięciu pamfletów z „przeciętnym Anglikiem” – porywczym i bezrozumnym w roli głównej (John Bull). Pierwszy z serii: Law Is a Bottomless Pit (1712) miał wyjaśnić wojnę za pomocą prostej alegorii: John Bull (Anglia) walczy z „Ludwikiem Pawianem” (Louis Baboon – tj. Ludwik Bourbon lub Ludwik XV) o ziemie zmarłego Lorda Strutta (król Hiszpanii Karol II). Prawnik Bulla (John Churchill Marlborough) jest tym, który najbardziej interesuje się samą walką i entuzjazmuje nią. Bull ma siostrę Peg (Szkocja)). Postacie są podobne do tych tworzonych przez Swifta w tym sensie, że żadne z ich działań nie jest godne polecenia. Arbuthnot czuje jednak do swych postaci wyraźną sympatię i unika wrogiego dystansu do nich, zupełnie inaczej niż Swift.
W 1713 roku Arbuthnot został członkiem Scriblerus Club, do którego należeli też Henry St. John – wicehr. Bolingbroke, Alexander Pope, Jonathan Swift i John Gay, klub satyryków walczył z nudną i pedantyczną literaturą i jej twórcami. Pedantyzm symbolizował Mr. Scriblerus – wymyślona osoba superpedanta – pisarza bez wyobraźni, dzielącego włos na czworo.
Klub istniał tylko rok. Członkowie spotkali się ostatni raz w listopadzie 1714 roku. Wraz z sukcesją Jerzego I nastały dla torysowskich intelektualistów ciężkie czasy. Arbuthnot stracił wszystkie swoje królewskie fawory i stanowiska z wyjątkiem praktyki medycznej.

## Życie w Anglii Hanowerczyków
W 1717 roku Arbuthnot pomagał Pope'owi i Gayowi w wystawianiu sztuk scenicznych. Był też jednym z założycieli Royal Academy of Music i zaprzyjaźnił się z Georgiem Friedrichem Händlem. Był menadżerem jego przedstawień operowych od 1719 do 1729 roku. W 1723 roku został aptekarskim cenzorem, czuwającym nad jakością leków w aptekach Londynu a w 1727, z kolei członkiem Royal College of Physicians.
W latach 1726–1727 Swift i Pope zbierali się w domu Arbuthnota, konsultując z nim teksty swych dzieł. Podróże Guliwera (wydane w 1726 roku), zawierają parodię stosunków i projektów w Royal Society (księga III), o których informacji dostarczył zapewne Arbuthnot. Podobnie było z wierszem Pope’a w The Dunciad (druga edycja – 1729) i stanowiącym jej część wierszem „Virgilius restauratus” będącym satyrą na jednego z uczonych Richard Bentley.
W 1731 roku zmarła żona pisarza, a w rok później syn, który miał być duchownym. W tym casie pojawiły się dwie bardzo popularne rozprawy medyczne Arbuthnota: An essay concerning the nature of ailments, and the choice of them, according to the different constitutions of human bodies i An Essay Concerning the Effects of Air on Human Bodies. Doradzał w nich przestrzeganie higieny w kontakcie z chorymi i w opiekowaniu się nimi.
W 1734 roku zdrowie lekarza i pisarza załamało się. Miał on astmę, kamienie nerkowe, a także nadwagę. Zmarł w Londynie 27 lutego 1735 roku. Pochowano go w St James’s Church, Piccadilly. Wkrótce potem Pope opublikował swój „Epistle to Dr. Arbuthnot”

## Materiały
- Ross, Angus. „John Arbuthnot.” In Matthew, H.C.G. and Brian Harrison (eds.), Oxford Dictionary of National Biography, vol. 2, 325–329. London: Oxford University Press, 2004.